# 장대익 (과학철학자)
장대익(Dayk Jang)은 대한민국의 과학철학자이다. 서울대학교 자유전공학부 소속으로 대학원에 있는 다른 학과에도 소속되어 대학원생도 지도했다. 2023년 현재 가천대학교 창업대학의 학과장으로 재직중이다.  

## 학력
- 대전과학고등학교 졸업[1]
- 한국과학기술원 기계공학과 학사
- 서울대학교 대학원 과학사 및 과학철학 협동과정 석사, 박사 (현 과학학과)

## 저작

### 번역
- 통섭 (책)
- 종의 기원[2]